# Plumbon (Karangsambung)
Plumbon is een bestuurslaag in het regentschap Kebumen van de provincie Midden-Java, Indonesië. Plumbon telt 4729 inwoners (volkstelling 2010).